# Irina Denesjkina
Irina Denezjkina (Russisch: Ирина Денежкина) (Jekaterinenburg, 31 oktober 1981) is een Russisch schrijfster.

## Leven en werk
Denezjkina studeerde journalistiek in Jekaterinenburg en publiceerde haar eerste verhalen in 2000 op internet onder het pseudoniem “Sestra Nigera” (Nigers zus). In 2001 verscheen haar ook in het Nederlands vertaalde verhalenbundel Geef! (Song for lovers), over het rauwe lief en leed van Russische pubers. Vurige verlangens, seksuele ervaringen, alcoholexcessen, party's dresscodes, internet en muziek vormen het decor. Denezjkina's helden zijn geen kinderen meer, maar ook nog niet rijp voor de volwassen wereld. Het zijn uit het leven gegrepen verhalen, waarin verwarring, afwijzing, onbegrip, onzekerheid, maar ook intense spontaniteit en onweerstaanbare dadendrang hoogtij vieren. Alleen de muziek is daadwerkelijk in staat in elk verhaal uitdrukking te geven aan emoties. 
In 2005 verschenen Helden van mijn tijd en Helden van mijn tijd part two, een serie spraakmakende artikelen over en interviews met bekende Russen, vooral uit de muziekwereld.